# Luminișu, Sălaj
Luminișu (în maghiară Szakadás) este un sat în comuna Ileanda din județul Sălaj, Transilvania, România.

## Toponimie
Prima atestare documentară a localității provine din anul 1546, când satul apare cu denumirea de Zsakathura. Alte denumiri ale satului : 1566 Szakathura, 1600 Zakatura, 1603 Szakatura, 1750 Szeketura, 1800 Săcătura, 1854 Szakatura, Secătură, 1964 Luminișu. Scriitorul maghiar Ujfalvi Sándor o amintește în scrisori și în memorii drept Romladék (ruină).

## Etimologie
Localitatea poartă numele de Luminișu din anul 1964, nume posibil datorat faptului că satul este așezat într-o zonă înconjurată de păduri și livezi. Localnicii folosesc des vechea denumire a satului —Săcătura. Denumirea de "Săcătura" provine de la cuvântul "seci", "secătură", referire la o porțiune de pădure tăiată sau uscată. Datorită faptului că zona era înpădurită, primi locuitori ai satului foloseau o tehnică prin care curățau scoarța copacilor care în timp se uscau și apoi erau tăiați iar locurile rămase astfel libere erau utilizate pentru cultivarea cerealelor necesare traiului sau ca locuri de pășunat. 

## Așezare
Localitatea este situată în partea nord est a judetului Salaj, la sud de Podișul Purcăreț - Boiu Mare - Jugrăsteni, într-un bazinet format de valea Săcăturii un mic afluent a râului Someș. Accesul rutier se face prin Băile Bizușa din drumul național DN1C.

Satul Luminişu în Harta Iosefină a Transilvaniei, 1764-1785

## Istoric
Localitatea a fost întemeiata in jurul anului 1543 și a fost înglogată în domeniul Cetății Chioarului. . Cetatea Chioarului sau Cetatea de Piatră, situată în Defileul Lăpușului în apropiere de actualul sat Berchezoaia, comuna Remetea Chioarului, apare în documente în anul 1367 ca domeniu al regelui Ludovic I . După anul 1405 cetatea este donată de regii maghiari fiilor familiei Drágffy. După moartea ultimului descendent al familiei Drágffy în anul 1555, văduva lui Ioan Zápolya, regina Izabella, dăruiește domeniul familiei Báthory.
Dintr-un document din anul 1566 când Transilvania s-a aflat pentru o perioada scurtă în stăpanirea împăratului Maximilian aflăm că domeniul Cetății Chioarului era împărțit în 12 voivodate. Satul Luminișu (Secătura) împreună cu alte 7 sate făcea parte din voivodatul lui Marian care-si avea sediul în Prislop. 
După recucerirea Transilvaniei de la austrieci în anul 1567, Cetatea Chioarului este dată de Sigismund al II-lea lui Hagymásy Kristóf.
Renunțarea la titlul de principe al Transilvaniei a lui Sigismund Báthory în anul 1594 duce la urcarea pe tron a cardinalului Andrei Báthory iar după moartea acestuia în 1599 la Șelimbăr în bătălia cu Mihai Vitezul voievodul român devine stăpân al Transilvaniei iar la conducerea Cetății Chioarului îl numește pe Aga Leca Racotă. 
După anul 1604 existau în domeniul Chioarului 16 voivodate , satul Luminișu (Secătura) apare în componența voivodatului lui Ionaș din Vima. 
După anul 1615 proprietar al domeniului Chioarului este Gabriel Bethlen iar după moartea acestuia soția sa Ecaterina de Brandenburg, amanetează ținutul în favoarea lui Gombos András.
În anul 1664 este amintit din localitatea Luminișu (Secătura) pușcașul Bolti Petru. Pușcașii erau o categorie țărănească liberă cu obligații militare, aceștia fiind constituiți în jurul cetăților .
În decursul timpului satul a avut mai mulți proprietari iar după 1694 se află în stăpânirea familiei Teleki.
Din 1820, Luminișu (Secătura) apare ca proprietate a contelui Újfalvi Sándor (1792 – 1866), recunoscut și ca un mare scriitor de povești și schițe vânătorești. 

Contele Újfalvi Sándor cu copoi și mistreț (sec. XIX.)

În timpul revoluției de la 1848 locuitorii din Luminișu și-au arătat nemulțumirea față de autorități, mulți dintre ei aflându-și sfîrșitul în închisorile din Gherla și Dej. Preotul Vasilie Bot a fost arestat și a murit în închisoarea de la Gherla, preoteasa Dochia a rămas făra casă și avere, cu fiul ei Ioan de 8 ani. În Conscrierea de la Lăschia se precizează următoarele: „Prin asuprire s-au prins de către cătanele ungare și s-au dus la parohia sa din Săcătura în temniță unde au și murit”. Lup Bot din Săcătura a murit tot în închisoarea de la Gherla, fiind închis acolo „pentru jefuirea curții lui Újfalvi Sándor, din Săcătura”. De acesta a rămas văduva Gafia. La Gherla în temniță a murit și Ioan Pop, Maria, fosta lui soție s-a măritat, au avut o copilă Anisia de 4 ani. Urs Pop din Săcătura, învinovățit ca și ceilalți, a murit în temniță la Dej, de el a rămas văduva Maria cu Ioan de 13 ani, ungurii le-au aprins casa cu toată averea și au rămas săraci. Tot la Dej în temniță a murit și Petru Pop din Săcătura. .
Újfalvi Sándor, a lăsat prin testament proprietatea din Luminișu, Teatrului Național din Cluj care intră în posesie la 21 septembrie 1871. În anul 1895 Teatul Național din Cluj nu mai poate administra domeniul satului și îl scoate la licitație fiind cumpărat de omul de afaceri Alexa Pocol. Acesta îl deține o perioadă scurtă de timp după care îl vinde la trei locuitori ai satului: preotului Buzura Ioan, preotului Both Ioan (Var) și Pop Ioan.

## Biserica
În 1733 satul avea biserică.
A fost înlocuită în 1846 cu alta din lemn, ajunsă și ea, după doar câțiva ani, „ruinată“. 
În 1872, credincioșii încep repararea ei dar sânt nevoiți să întrerupă lucrarea, doi ani la rând fiind foamete. 
În 1874, protopopul Ioan Greblea s-a adresat Consistoriului cu rugămintea de a le da „...binecuvântare și pornire la mila...”, pentru colectarea de ajutoare, cele câteva familii ale satului neputând suporta cheltuielile de reparație. 
În 1880 ca urmare a trecerii majorități credinciosilor la uniți, biserica a trecut la aceștia.
În anul 1901, ortodocșii au construit o biserică de zid pe o grădină dăruită de învățătorul Ioan Both.   
În anul 1912 credinciosii greco-catolici construiesc noua biserica în locul actual.
În anul 1929 credincioșii din Luminișu vând biserica din lemn altui sat.
În anul 1948 regimul comunist interzice cultul greco-catolic, credincioșii și biserica trecänd forțat la ortodocsi. 
Tot sub regimul comunist, ateu, biserica construită în anul 1901 de către credincioșii ortodocsi este darâmată, satul ramânänd cu o singură biserică.

## Clima
Clima este temperat-continentală cu vreme instabilă și precipitații primavara și toamna. Media anuală de temperatură este de 7,4 grade C . Temperaturile cele mai scăzute se înregistrează în luna ianuarie între -2 grade C și -3 grade C iar cele mai ridicate în luna iulie cu valori medii între 16 grade C si 20 grade C. 

## Gospodăria tradițională
În alcătuirea unei gospodării tradiționale din Luminișu intră frecvent urmatoarele construcții : casa de locuit , șura cu grajdul vitelor , grajdul oilor , coșteiul pentru porumb, cotețele pentru porci și păsări, găbănașul și fântâna . La acestea se adauga mai recent și bucătăria de vară . Numarul constructiilor din gospodarie este diferit în funcție de starea materială și socială a oamenilor .
În trecut unde terenurile cultivabile se aflau la distante mari în raport cu vatra satului gospodăria cuprindea și o colibă la hotar. 
Tot componente ale gospodariei sunt și fârciturile cu fân ce sunt făcute lângă șură ori în aproperea grajdurilor. 

## Portul popular

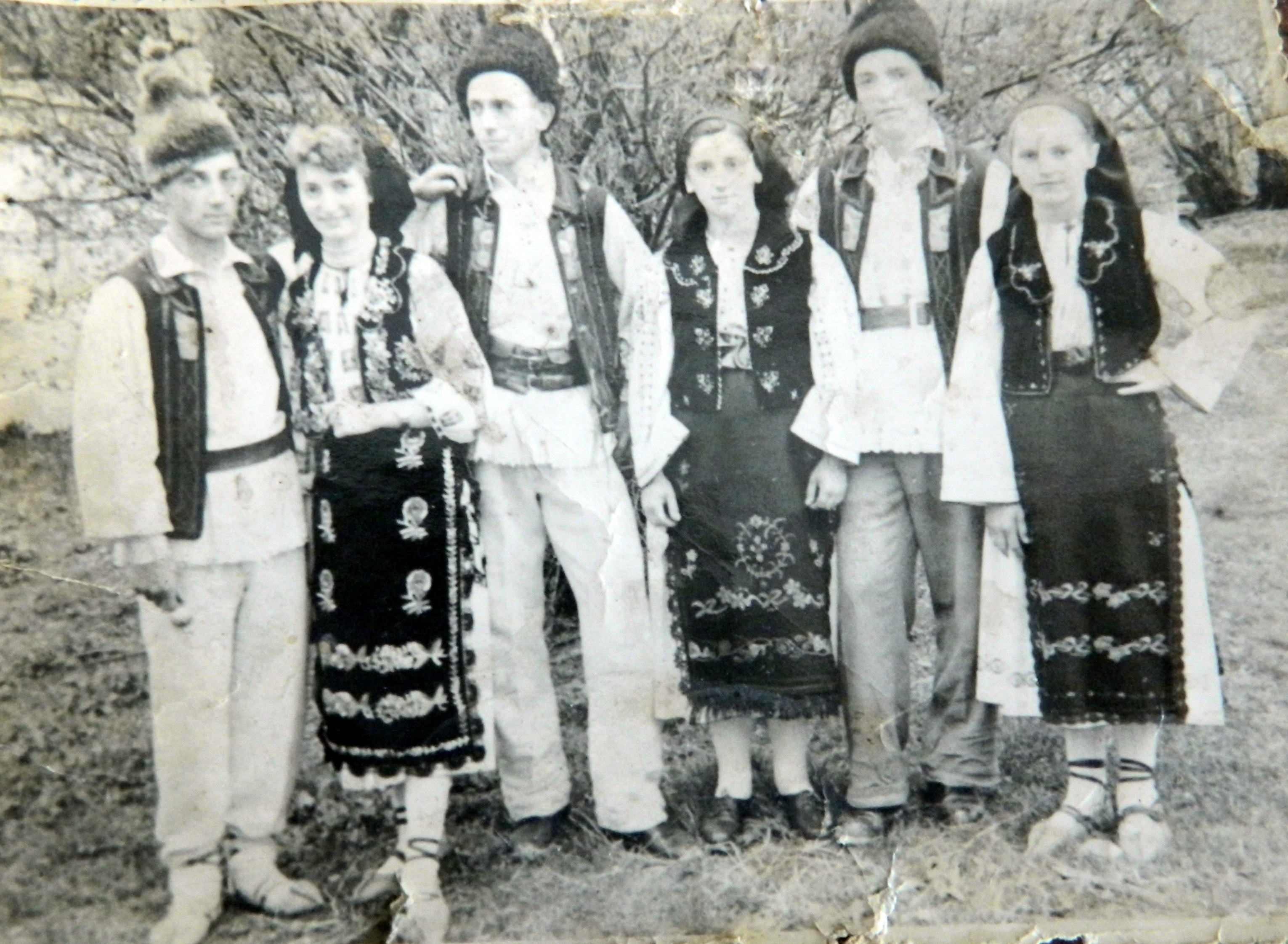
Dansatori din Luminișu (Secătura), anii '60

Portul popular femeiesc , așa cum este surprins în fotografiile din casele familiilor din Luminișu, cuprindea: năframa, spăcelul (cămașa), poalele albe și zadia neagră. La acestea se puteau adăuga un pieptar . 
Bărbații purtau cușmă, spăcel și izmene albe. La fel ca și la femei, bărbații puteau purta pieptar iar iarna sumane și cioareci de lână.

## Bucătăria și băutura tradițională

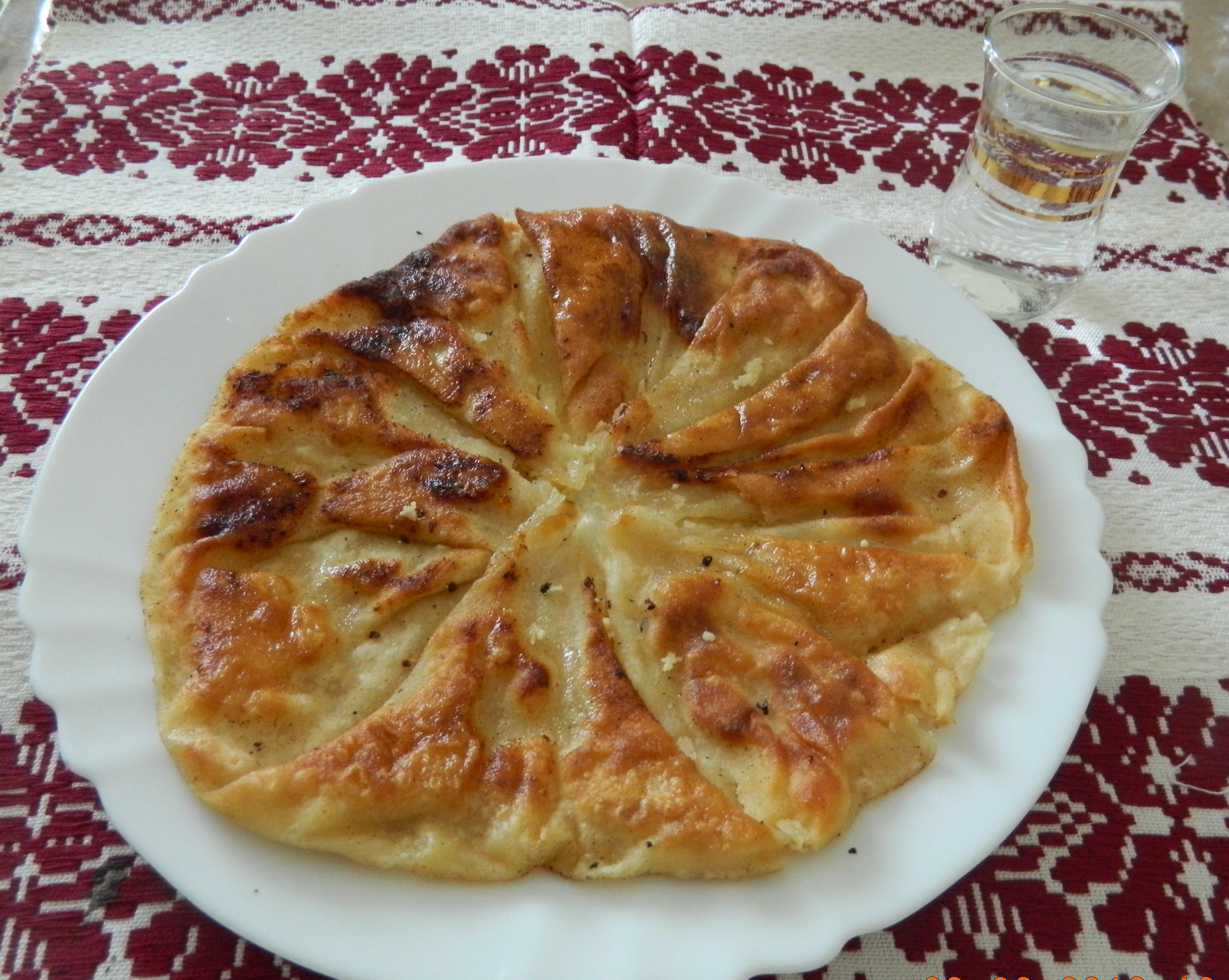
Plăcintă creață, Luminișu, Sălaj

Orice oaspete ce trece pragul unei case din Luminișu cu siguranță nu va pleca cu stomacul gol. Tradițională este plăcinta creață făcută cu brănză dulce de vacă sau cu brânza de oaie.
Horinca din prune sau mere este băutura tradițională și este mândria fiecărui săcăturean. Dar nu trebuie uitat că după un pahar, două de horincă, picioarele se moaie ca pământul după ploaie.

## Personalități
Profesorul Nicolae Bot ( n. 6 decembrie 1929, Luminis/Salaj - 23 februarie 2008, Cluj-Napoca), Facultatea de Filologie Cluj. Folclorist. Membru al Uniunii Scriitorilor din Romania, Filiala Cluj.

## Imagini

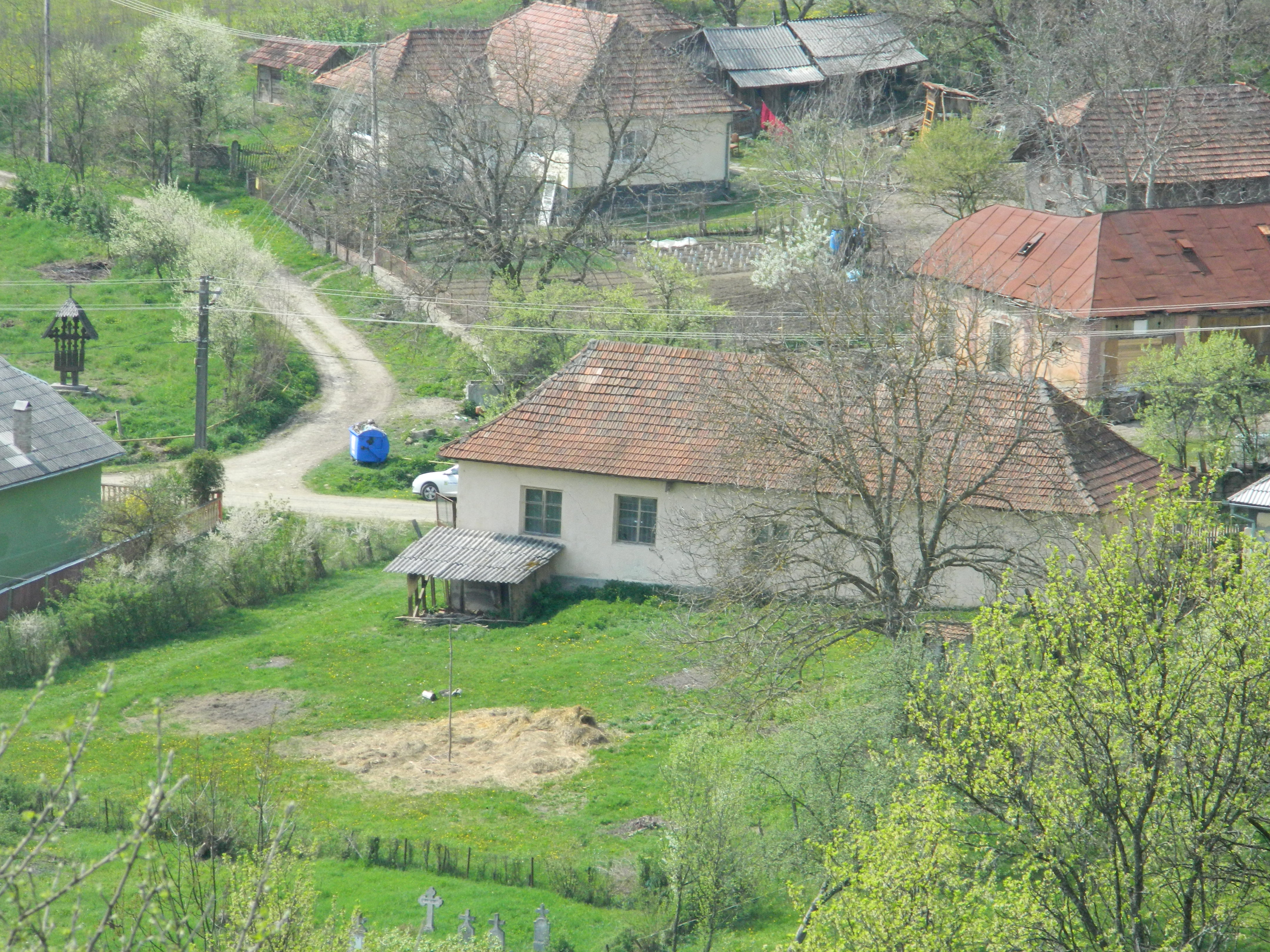
Luminisu, SJ, Scoala
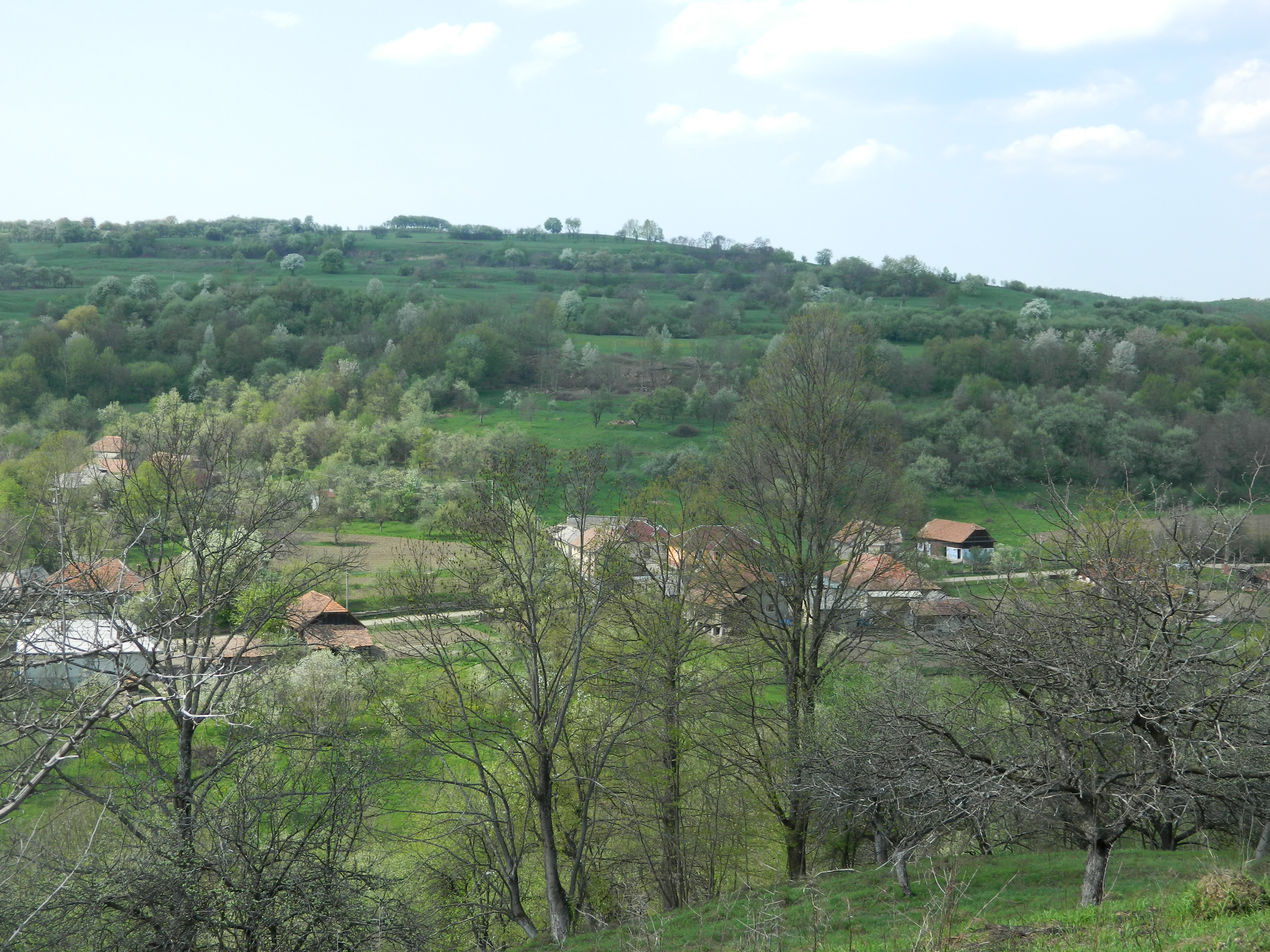
Imagine Luminișu, SJ
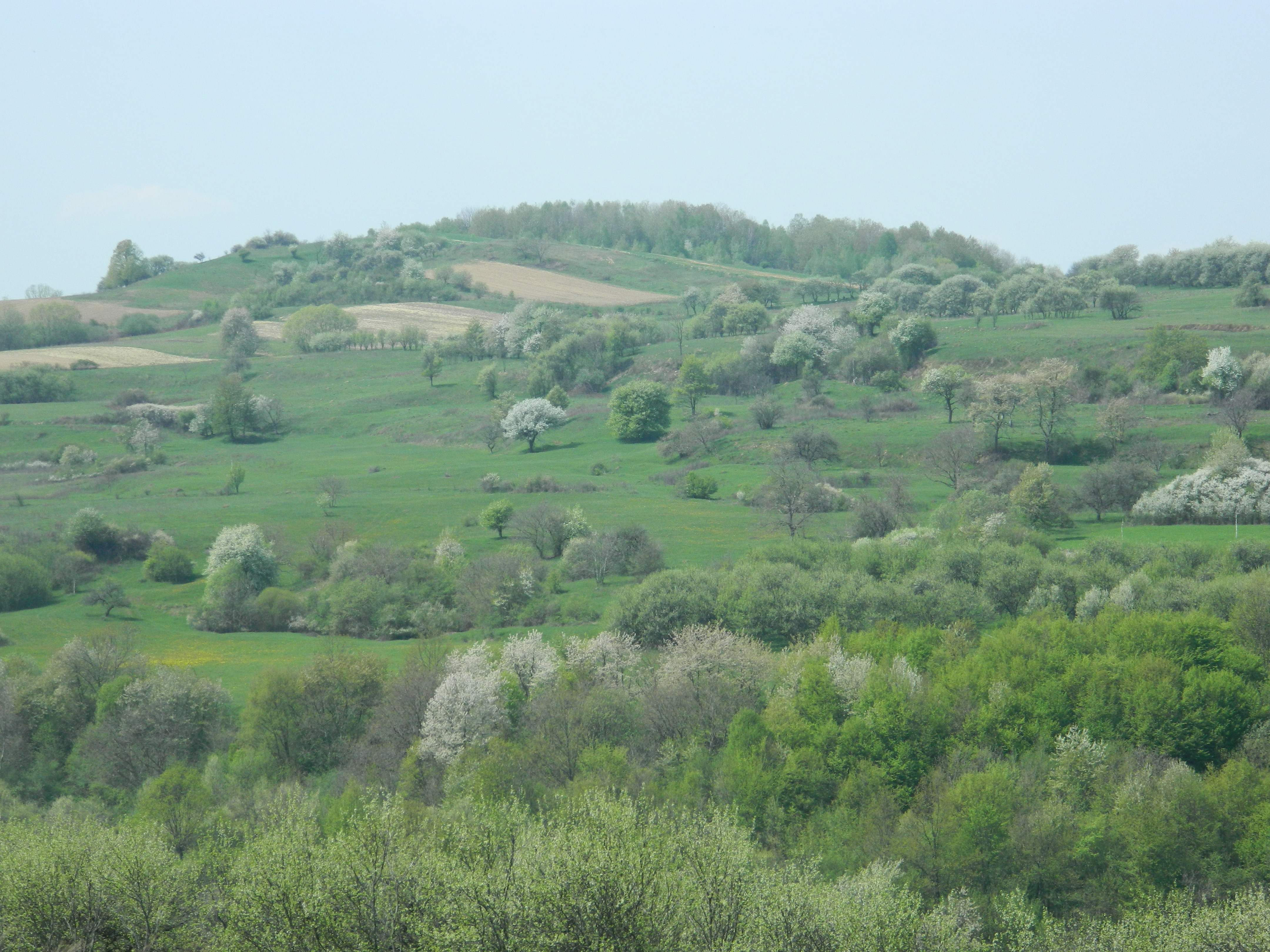
Luminișu, SJ, Dealul Cârlior
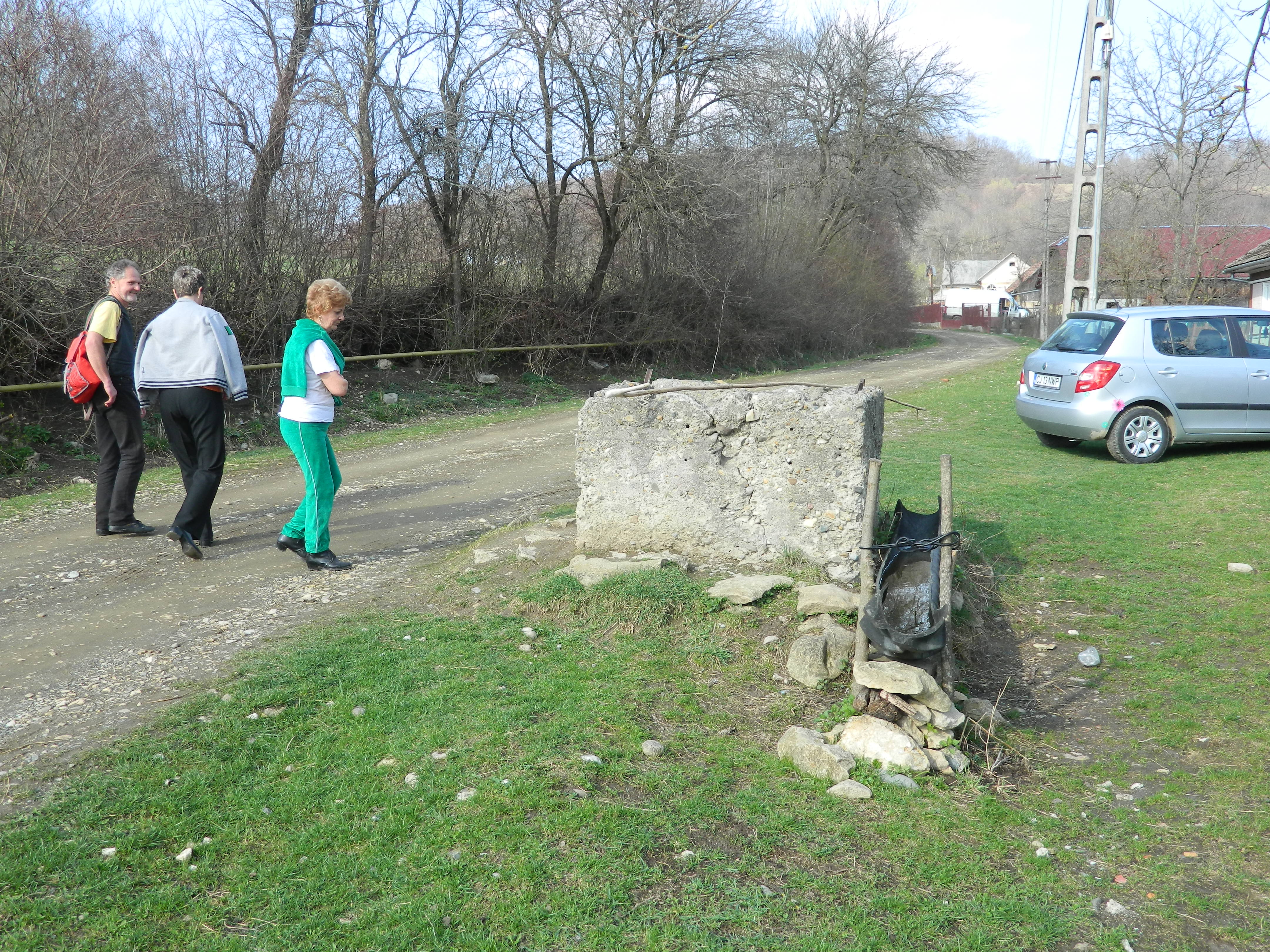
Luminisu,SJ, ,,La burcă,,
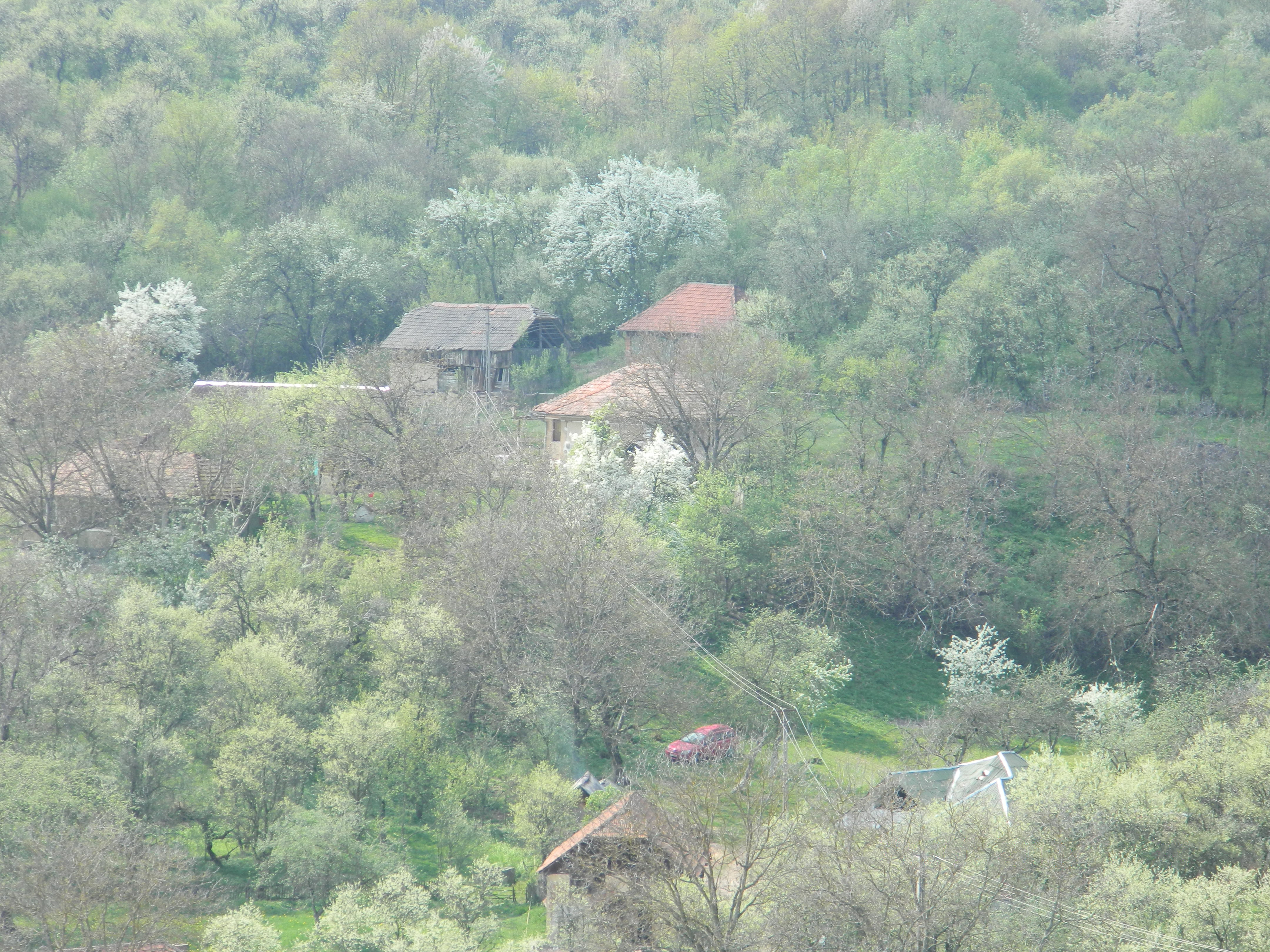
Luminișu, SJ, casele ,,Din deal,,
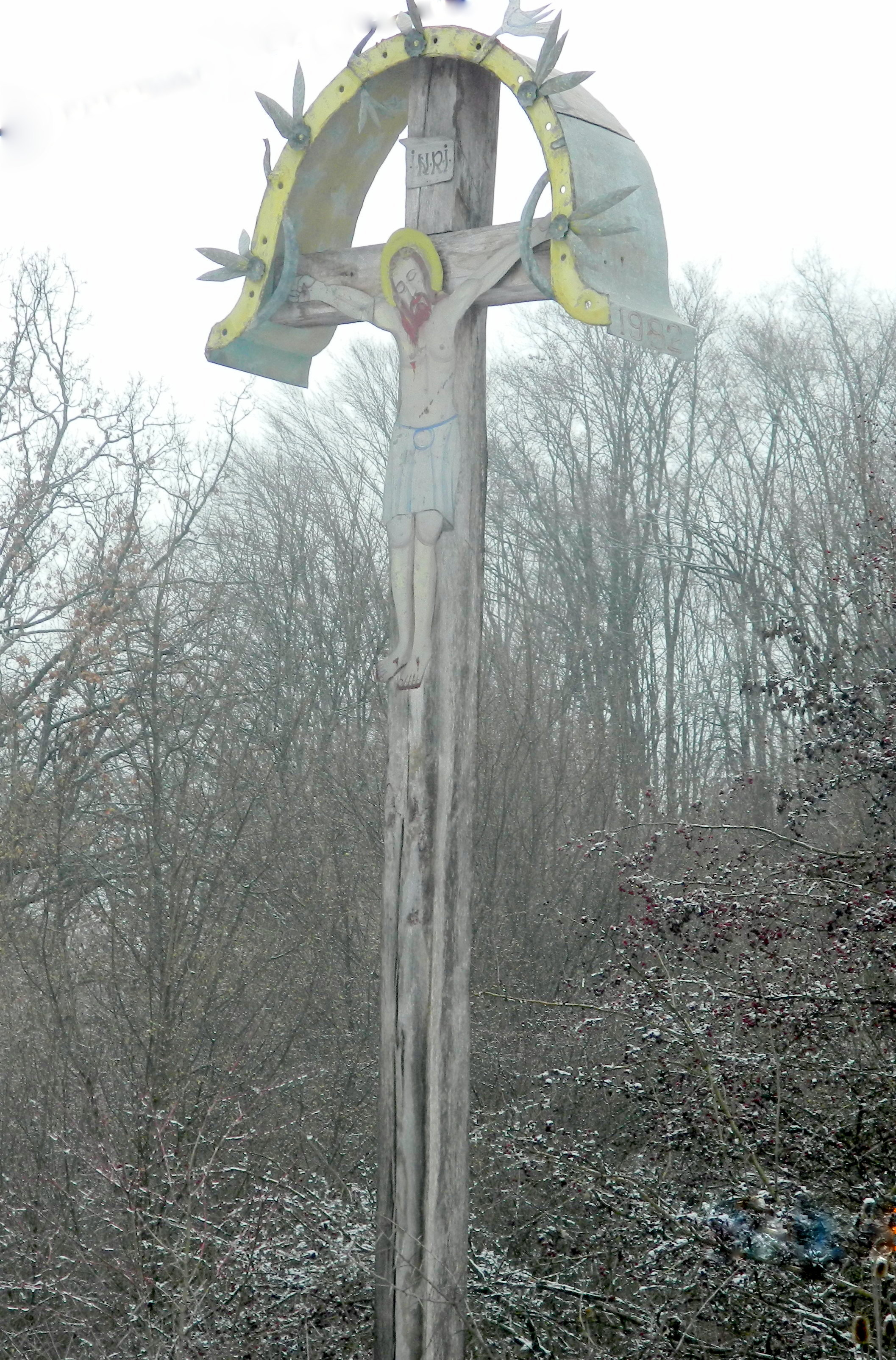
Luminisu, SJ, Crucea de pe vale
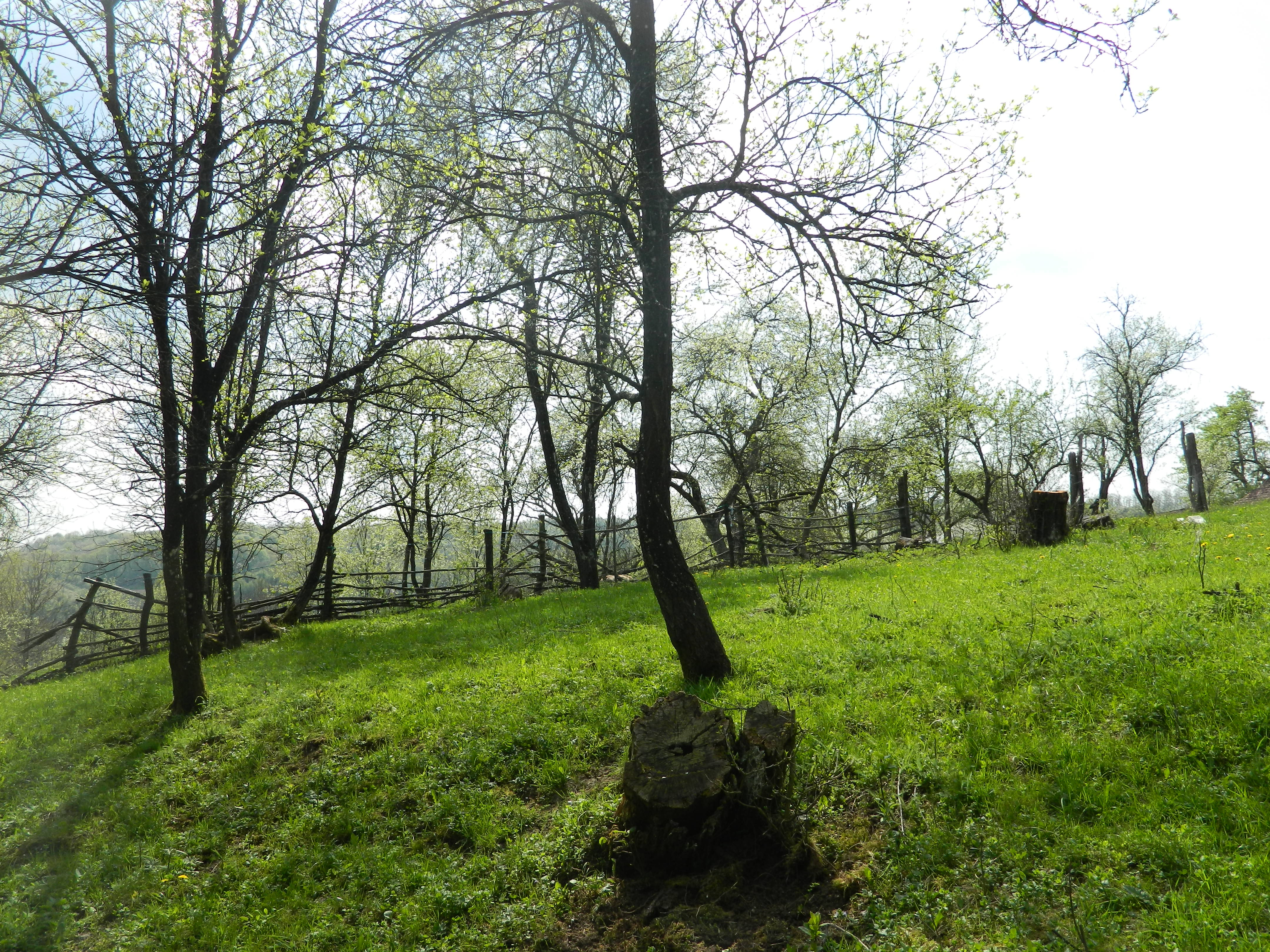
Luminisu, SJ, Gradina cu pruni
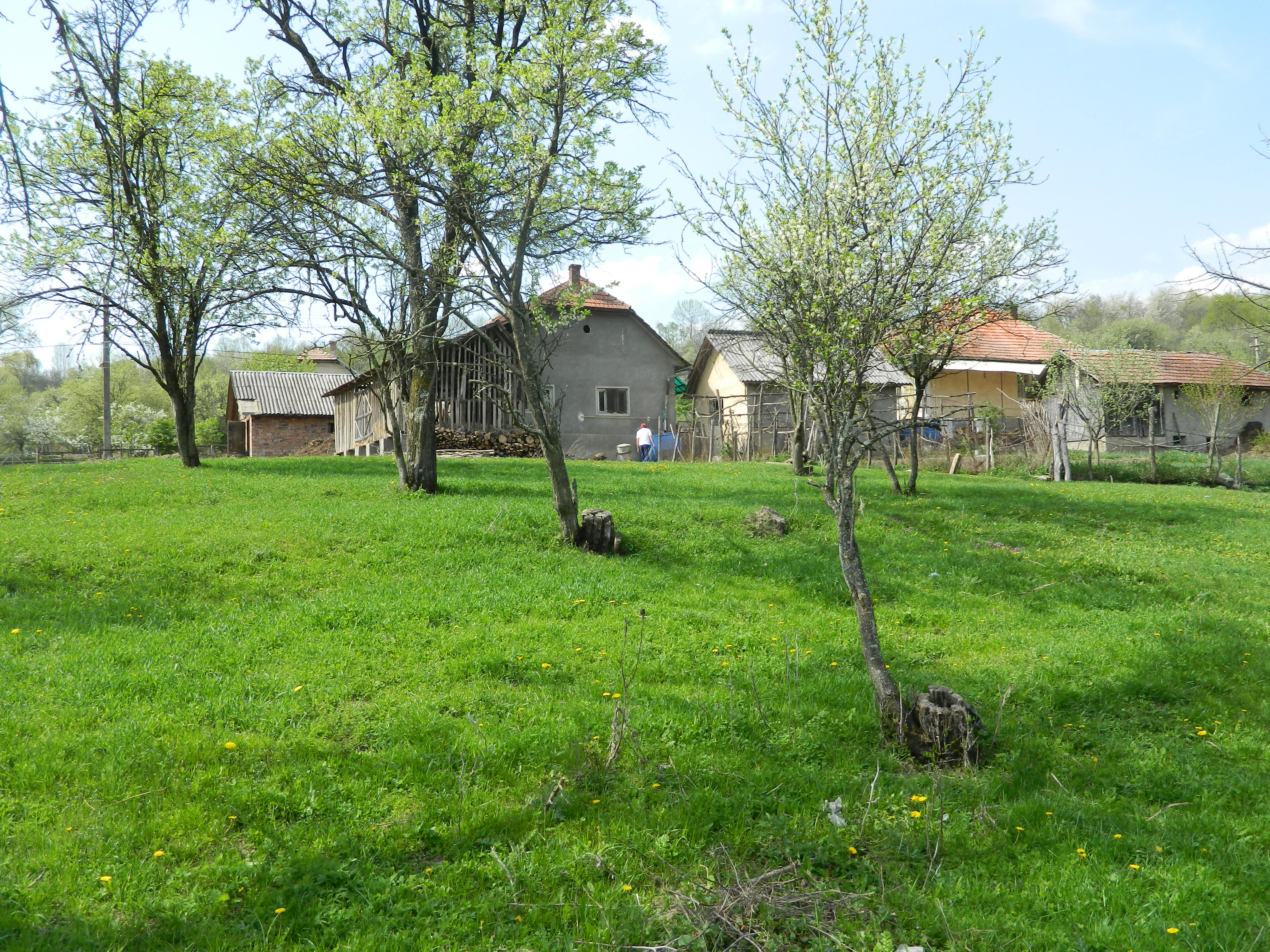
Luminisu, SJ, Gospodarie
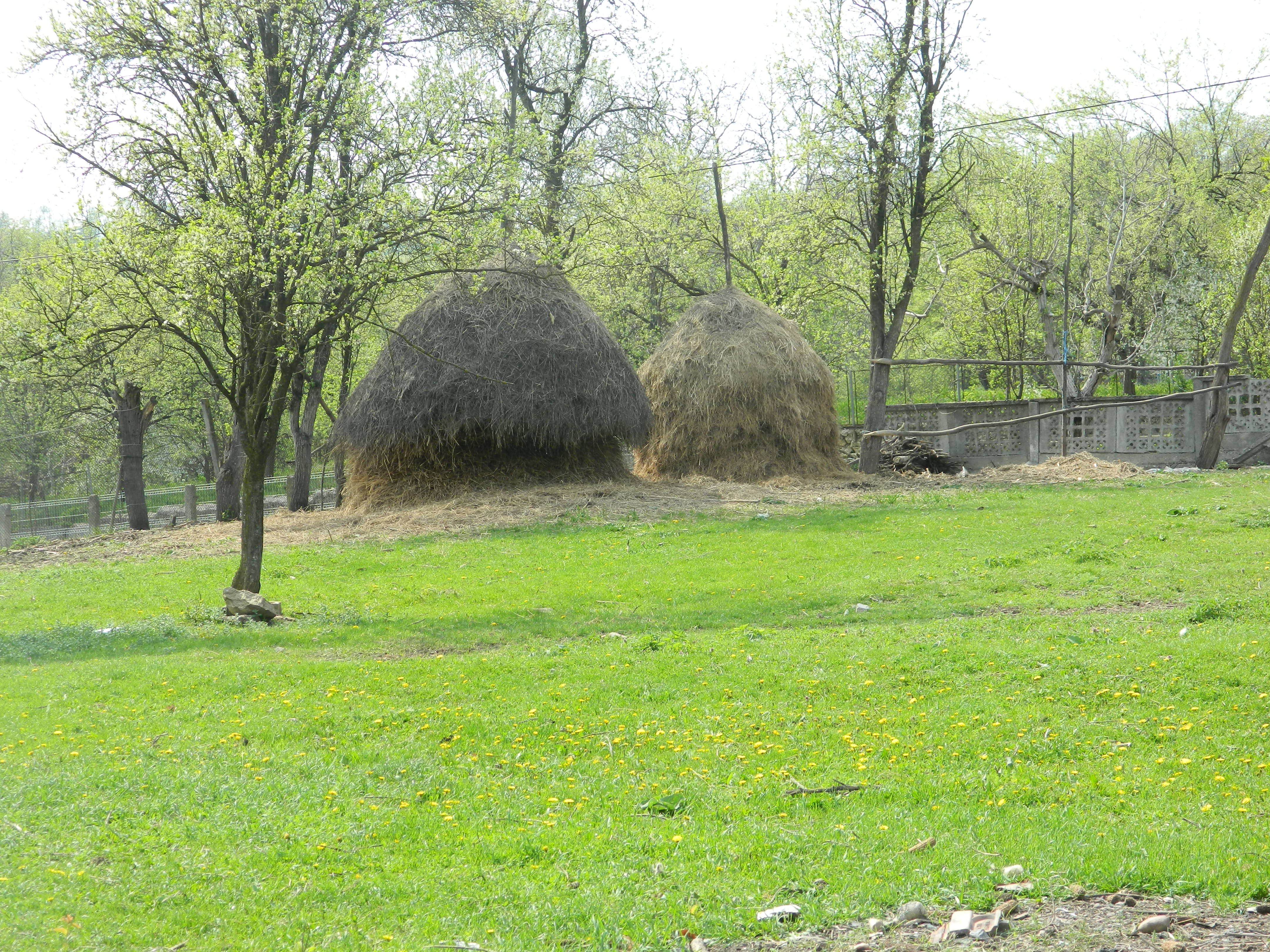
Luminisu, SJ, Fâcituri cu fân
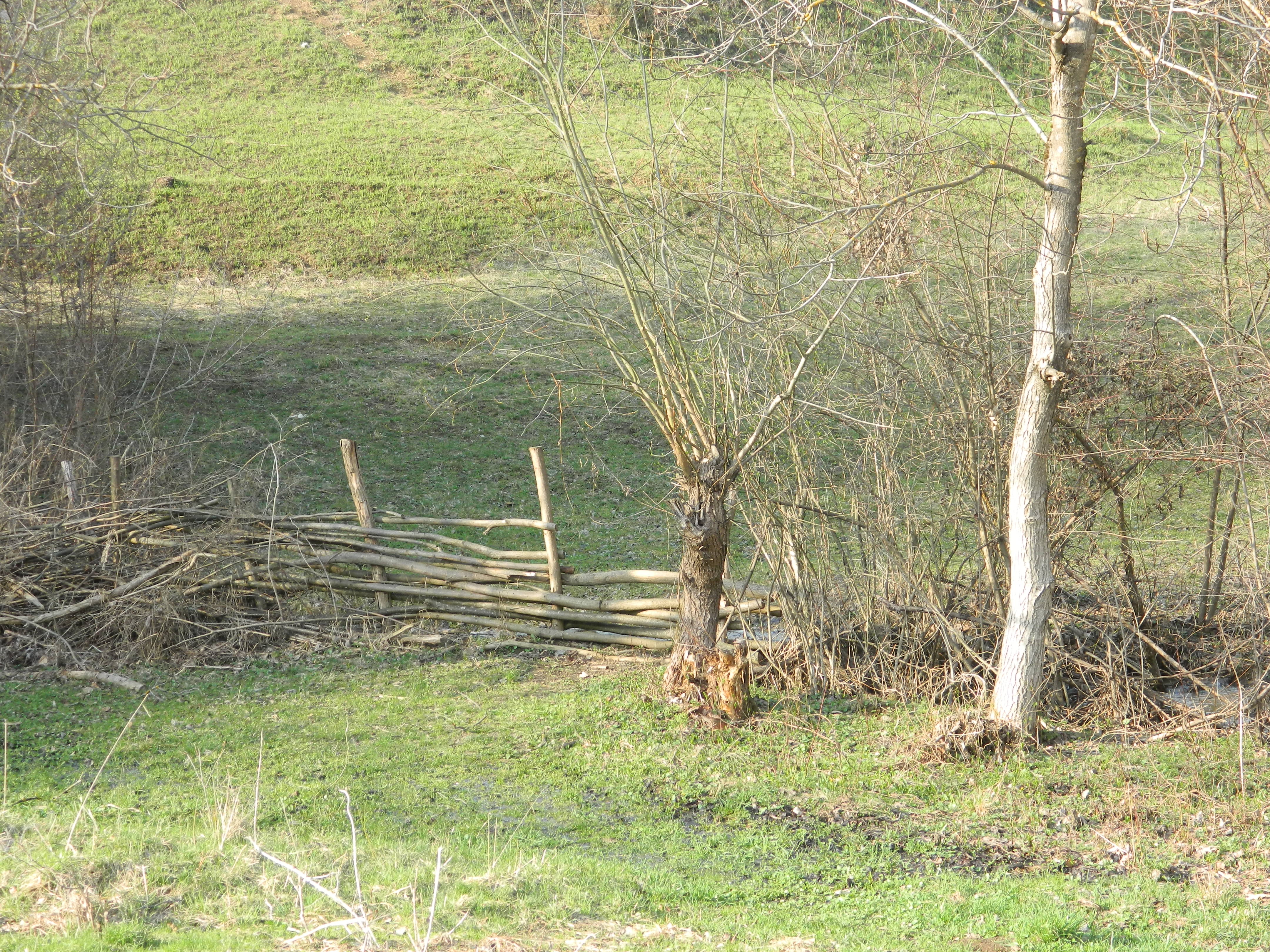
Imagine din hotarul satulu ,,După oaș,,
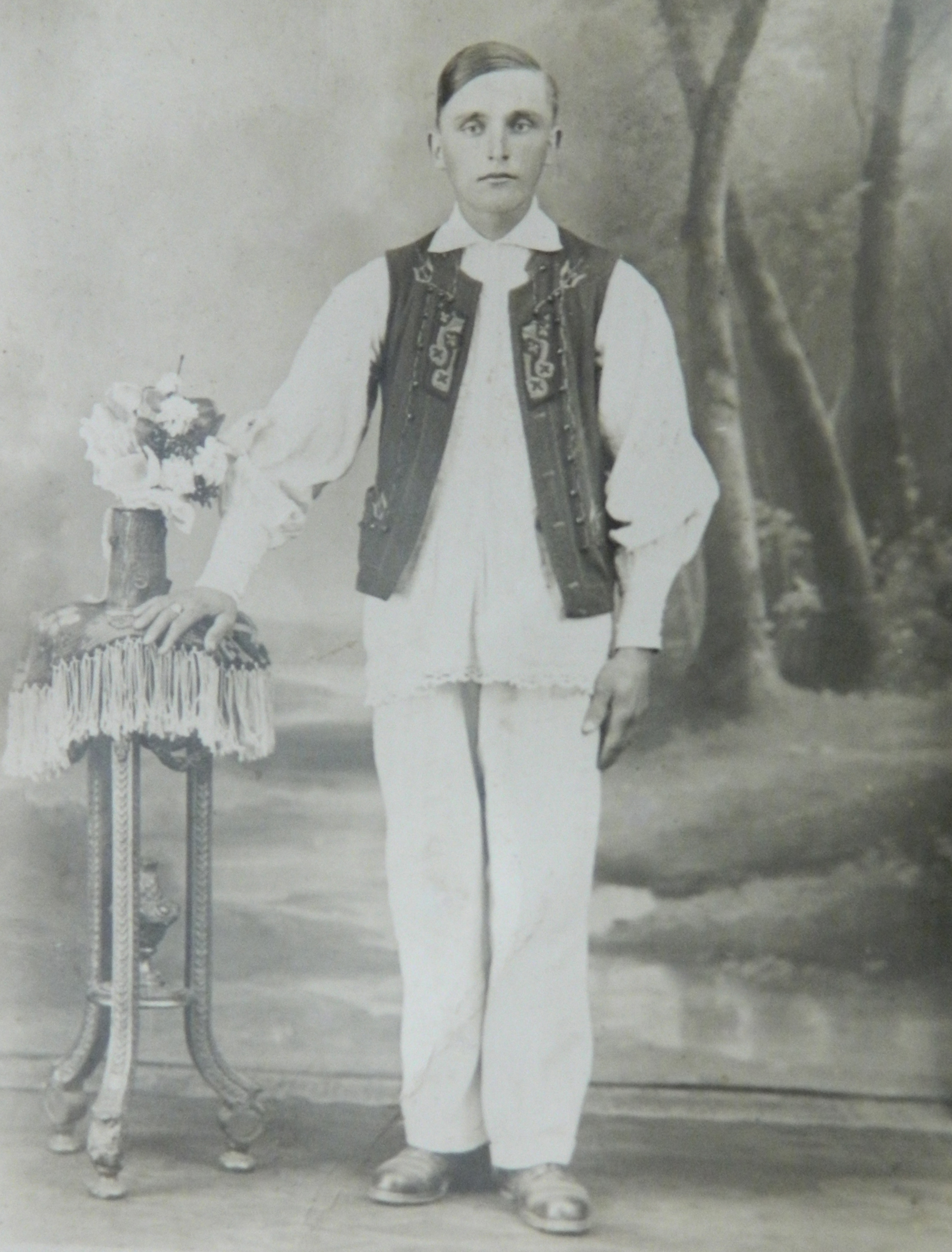
Port național Luminișu, Sălaj (Buzura Alexandru a Petrii lui Ionaș)
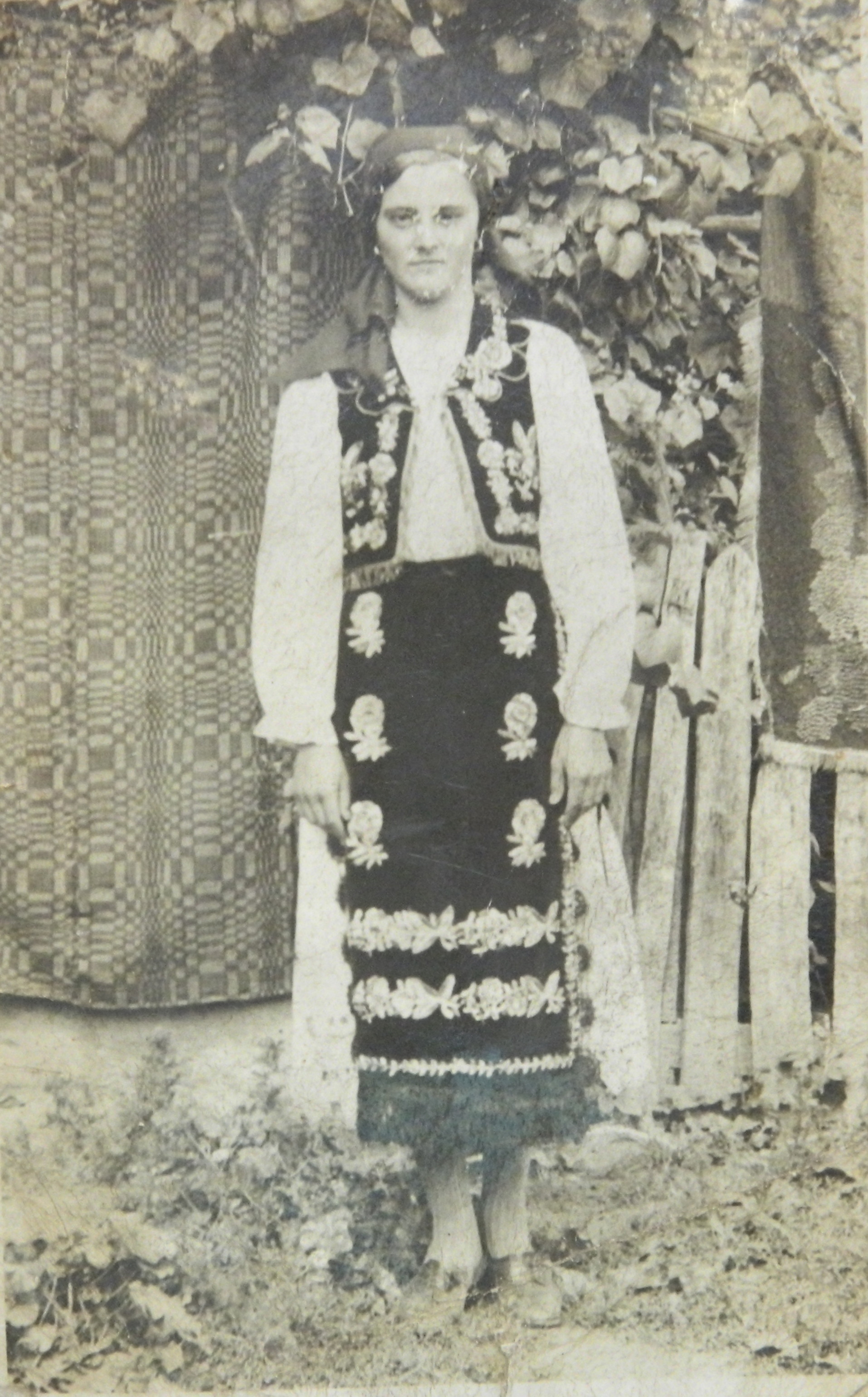
Port național Luminișu, Sălaj (Buzura Hermina)